# Whitwell (Tennessee)
Whitwell è un comune degli Stati Uniti d'America, situato nello Stato del Tennessee, nella Contea di Marion.